# Dolmen de Malhada do Cambarinho
Le dolmen de Malhada do Cambarinho est un dolmen situé sur le territoire de la municipalité de Vouzela (district de Viseu, Portugal),. 

## Description
Ce monument mégalithique d'environ 8 m de long, comporte 11 orthostates porteuses et une pierre de couronnement préservées. Il mesure environ 1,6 m de haut. 
À proximité se trouvent le Dolmen de Lapa de Meruge et l'Anta da Arca.